# Ermenegildo Dal Pan
Ermenegildo Dal Pan (Belluno, 28 giugno 1914 – Palma di Maiorca, 19 marzo 1937) è stato un aviatore e militare italiano, decorato con la Medaglia d'oro al valor militare alla memoria durante la guerra di Spagna.

## Biografia
Nacque a Belluno il 28 giugno 1914. Frequentò la scuola tecnica industriale della città, conseguendo il diploma di perito elettrotecnico nel 1934. Al termine della scuola si arruolò nella Regia Aeronautica come allievo sergente, e nell'agosto 1935 fu mandato presso la scuola centrale pilotaggio di Grottaglie e nominato primo aviere pilota. Promosso sergente nel novembre successivo venne assegnato al 14º Stormo Bombardamento Terrestre di Gorizia, passando nel maggio 1936 in forza al 53º Stormo Caccia Terrestre di stanza sull'aeroporto di Torino-Mirafiori. Nel gennaio 1937 partì per la guerra di Spagna, assegnato all'Aviazione Legionaria. Entrato in servizio permanente effettivo, fu successivamente promosso sergente maggiore. Il 19 marzo del 1937 aveva completato il proprio turno come pilota del XXV Gruppo, quando sali in qualità di mitragliere su un bombardiere Savoia-Marchetti S.M.81 Pipistrello per effettuare una missione contro una nave sovietica che portava rifornimenti alle forze repubblicane. L'aereo decollò  insieme ad un altro S.M.81. L'aereo venne attaccato dapprima da un caccia Dewoitine D.510 che contrastato dal fuoco di risposta dovette allontanarsi, e poi da un Polikarpov I-15 armato con quattro mitragliatrici. Ingaggiato il combattimento egli riuscì a sparare alcune raffiche ma fu colpito dal fuoco del caccia repubblicano, rimanendo gravemente ferito. Anche il caccia fu a sua volta colpito dai proiettili sparati dalla sua mitragliatrice e precipitò in mare. La gravità delle ferita ricevuta ne causò la morte alcune ore dopo presso l'ospedale di Palma di Maiorca. 
Per onorarne il coraggio fu decretata la concessione della Medaglia d'oro al valor militare alla memoria.

### Annotazioni
1. ↑  L'equipaggio era composto dal pilota sottotenente Palazzi, dal secondo pilota sergente maggiore Bonamici, dal mitragliere sergente pilota Dal Pan, dal motorista Fichera, dal marconista Cesarini e dall'armiere Gorini.

### Fonti
1. 1 2 3  Ufficio Storico Stato Maggiore dell'Aeronautica 1969, p. 81.
2. 1 2 3 4 5  Combattenti Liberazione.
3. 1 2 3 4  Belluno Press.
4. ↑  Sito web del Quirinale: dettaglio decorato.
5. ↑  Bollettino Ufficiale 1938, suppl. 08 pag.1.